# Tingstad, Norrköpings kommun
Tingstad är kyrkbyn i Tingstads socken i Norrköpings kommun i Östergötlands län. Den ligger sydost om Norrköping.
I byn återfinns Tingstads kyrka. 